# Paradrymonia metamorphophylla
Paradrymonia metamorphophylla är en tvåhjärtbladig växtart som först beskrevs av John Donnell Smith, och fick sitt nu gällande namn av Wiehler. Paradrymonia metamorphophylla ingår i släktet Paradrymonia och familjen Gesneriaceae. Inga underarter finns listade i Catalogue of Life.